# Liste von 3D-Filmen (1914–1952)
Die Liste von 3D-Filmen (1914–1952) umfasst 3D-Filme, die in der ersten Phase der 3D-Technologie, bei den Anfängen, in 3D gedreht oder gezeigt wurden. Bereits zu Beginn der Filmgeschichte wurden 3D-Effekte eingesetzt. Als erster 3D-Film gilt The Power of Love von 1922. Jedoch gab es bereits früher erschienene Filme, die mit 3D-Effekten aufwarten konnten. Dazu gehörte der Kurzfilm Niagara Falls (1914), eine Aufnahme der Niagarafälle der mit dem von  Edwin S. Porter und William E. Waddell entwickelten Stereoskopie-Verfahren aufgezeichnet wurde. Der Film wurde daher als Startpunkt der Liste gewählt. Sie geht bis 1952. Für Filme nach diesem Jahr siehe Liste von 3D-Filmen (1953–2008).
| Jahr | Titel                                                | Regie                                             | Produktionsland                | Länge  | 3D-Verfahren                                   | Anmerkungen/Ref.                                                                                    |
| ---- | ---------------------------------------------------- | ------------------------------------------------- | ------------------------------ | ------ | ---------------------------------------------- | --------------------------------------------------------------------------------------------------- |
| 1914 | Niagara Falls                                        |                                                   | USA                            |        | Stereoskopie (Porter/Waddell)                  | Als Anaglyph 3D aufgeführt.                                                                         |
| 1921 | Rêve d’opium                                         | Cesar Parolini                                    | Frankreich                     |        | Experimentelles Spezialverfahren nach Parolini | Verschollener Film                                                                                  |
| 1922 | Faust                                                | Gérard Bourgeois                                  | Frankreich                     |        | Anaglyph 3D                                    | |
| 1922 | Movies of the Future                                 |                                                   | USA                            |        | Anaglyph 3D, Plasticon 3-D                     | Zusammenschnitt der Filme Plasticons und New York City, Kurzfilm                                    |
| 1922 | Plastigrams                                          |                                                   | USA                            |        | Plastigram 3D                                  | Kurzfilm                                                                                            |
| 1922 | The Power of Love                                    | Nat G. Deverich                                   | USA                            |        | Anaglyph 3D                                    | Verschollener Film, gilt (trotz der Vorläufer) als erster 3D-Film                                   |
| 1922 | M.A.R.S./The Man from M.A.R.S./Mars Calling          | Roy William Neill                                 | USA                            | 95 min | Teleview                                       | Wurde in je einem Kino als 3D gezeigt und später als 2D unter dem Titel Radio Mania veröffentlicht. |
| 1922 | Thru’ the Trees: Washington D.C.                     |                                                   | USA                            |        | Plasticon 3-D                                  | Kurzfilm                                                                                            |
| 1923 | Grand Canyon                                         |                                                   | USA                            | 15 min | Parker 3-D                                     | Kurzfilm                                                                                            |
| 1925 | Heartbound                                           | Glen Lambert                                      | USA                            |        | Stereoscopic                                   | Verschollener Film, Western                                                                         |
| 1925 | Luna-cy!                                             | Frederick Eugene Ives und Jacob F. Leventhal      | USA                            |        | Ives-Leventhal Stereoscopic                    | Kurzfilm                                                                                            |
| 1925 | Ouch!                                                |                                                   | USA                            |        | Stereoscopiks                                  | |
| 1925 | A Runaway Taxi                                       |                                                   | USA                            |        | Stereoscopiks                                  | |
| 1925 | The Ship of Souls                                    | Charles Miller                                    | USA                            |        | Miller Stereoscopic Process                    | Verschollener Film, Western                                                                         |
| 1925 | Das Phantom der Oper                                 | Rupert Julian, Lon Chaney senior, Edward Sedgwick | USA                            | 93 min |                                                | 2012 wurde eine 3D-Fassung des Films entdeckt, die derzeit restauriert wird                         |
| 1929 | A Ziegfeld Midnight Frolic                           | Joseph Santley                                    | USA                            | 15 min | Porter-Waddell Stereoscopic                    | Kurzfilm, nur in Teilen in 3D                                                                       |
| 1935 | Die Ankunft eines Zuges auf dem Bahnhof in La Ciotat | Auguste und Louis Lumière                         | Frankreich                     | 1 min  | Lumiére 3D                                     | 1935 erstmals gezeigt                                                                               |
| 1935 | Audioscopiks                                         | Jacob Leventhal und John Norling                  | USA                            | 8 min  | Norling-Leventhal 3-Dimensions                 | Kurzdokumentarfilm über das Drehen eines 3D-Films, für den Oscar nominiert.                         |
| 1936 | Nozze vagabonde                                      | Guido Brignone                                    | Italien                        | 81 min | Sistema Gaultiero Gaulterott                   | |
| 1937 | Zum Greifen nah                                      | Curt A. Engel                                     | Deutschland                    | 10 min | Raumfilm-System Zeiss-Ikon                     | Propaganda-Werbefilm für die Volksfürsorge                                                          |
| 1937 | The New Audioscopiks                                 | Jacob Leventhal und John Norling                  | USA                            | 8 min  | Norling-Leventhal 3-Dimensions                 | Fortsetzung von Audiocopiks                                                                         |
| 1939 | Drei Mädels rollen ins Wochenende                    |                                                   | Deutschland                    | 30 min | Raumfilm-System Zeiss-Ikon                     | Als Demonstrationsfilm gedacht.                                                                     |
| 1939 | In Tune with Tomorrow                                | John Norling                                      | USA                            | 15 min | Loucks & Norling 3-Dimension                   | |
| 1940 | New Dimensions                                       | John Norling                                      | USA                            | 15 min | Loucks & Norling 3-Dimension                   | |
| 1940 | Thrills for you                                      |                                                   | USA                            | 8 min  | Loucks & Norling 3-Dimensions                  | Werbefilm für die Pennsylvania Railroad                                                             |
| 1940 | Day off in Moscow (Выхдной дени Москве)              |                                                   | Sowjetunion                    |        |                                                | |
| 1941 | Third Dimensional Murder                             | George Sidney                                     | USA                            | 7 min  | Metroscopix                                    | |
| 1941 | Stereo-Laffs                                         | Jack Rieger                                       | USA                            | 15 min |                                                | Zunächst unveröffentlicht, dann aber 1953 als A Day in the Country neu veröffentlicht.              |
| 1943 | Kino-kontsert 1941                                   | Isaak Menaker et al.                              | Sowjetunion                    |        | Lenticular                                     | Originaltitel: Парад молодости, Konzertfilm aus der Leningrad Konzerthalle                          |
| 1946 | Konzert – Das Land der Jugend                        | Aleksandr Andriyevsky                             | Sowjetunion                    |        | Polarization                                   | Originaltitel: Парад молодости                                                                      |
| 1947 | Robinzon Kruzo                                       | Aleksandr Andriyevsky                             | Sowjetunion                    | 85 min | Stereoscopiks                                  | Originaltitel: Робинзон Крузо, Verfilmung von Robinson Crusoe                                       |
| 1948 | Kristalleja                                          | Jakov Kaplunov, Yakov Kaplunov                    | Sowjetunion                    | 20 min | Stereofilm                                     | Originaltitel: Кристаллы Dokumentarfilm über das Wachsen von Kristallen.                            |
| 1948 | Karandash na ldu                                     | Vladimir Nemolyayev                               | Sowjetunion                    | 23 min | Linsenrasterbild                               | Originaltitel: Карандаш на льду                                                                     |
| 1949 | Dni chudesnykh vpechatleniy                          |                                                   | Sowjetunion                    |        |                                                | Originaltitel: Дни чудесных впечатлений                                                             |
| 1949 | Машина 22-12                                         | Vladimir Nemolyayev                               | Sowjetunion                    | 79 min |                                                | 2D: Happy Flight                                                                                    |
| 1951 | V stepi                                              | Boris Buneev, A. Ulyantsev                        | Sowjetunion                    | 44 min |                                                | |
| 1952 | Bwana, der Teufel                                    | Arch Oboler                                       | USA                            | 85 min |                                                | Gilt als erste Großproduktion in 3D                                                                 |
| 1952 | Sunshine Miners                                      |                                                   | Vereinigtes Königreich         |        |                                                | Gezeigt auf einem britischen 3D-Film-Festival.                                                      |
| 1952 | Around Is About                                      |                                                   | Vereinigtes Königreich, Kanada |        |                                                | Gezeigt auf einem britischen 3D-Film-Festival.                                                      |
| 1952 | Eye on the Ball                                      |                                                   | Vereinigtes Königreich         |        |                                                | Gezeigt auf einem britischen 3D-Film-Festival.                                                      |
| 1952 | Twirlgig                                             |                                                   | Vereinigtes Königreich         |        |                                                | Animationsfilm, gezeigt auf einem britischen 3D-Film-Festival.                                      |
| 1952 | The Black Swan                                       |                                                   | Vereinigtes Königreich         |        |                                                | Ballettfilm, gezeigt auf einem britischen 3D-Film-Festival.                                         |